# Podwójtostwo
Podwójtostwo – część miasta Ćmielów położona w województwie świętokrzyskim w powiecie ostrowieckim w gminie Ćmielów. Tradycyjnie część Podkościela.

## Historia
Podwójtostwo w latach 1867–1954 należało do gminy Ćmielów w powiecie opatowskim w guberni kieleckiej. W II RP przynależało do woj. kieleckiego, gdzie 2 listopada 1933 utworzyło gromadę o nazwie Podkościele w gminie Ćmielów, składającą się ze wsi Podkościele, wsi Podwójtostwo i osiedla Podwójtostwo-Piaski.
Podczas II wojny światowej włączone do Generalnego Gubernatorstwa (dystrykt radomski, powiat opatowski), nadal jako część gromady Podkościele w gminie Ćmielów, liczącej 346 mieszkańców.
Po wojnie w województwie kieleckim, nadal w gromadzie Podkościele, jednej z 14 gromad gminy Ćmielów w powiecie opatowskim.
W związku z reformą znoszącą gminy jesienią 1954 roku, Podkościele (z Podwójtostwem) i Ćmielów weszły w skład nowej gromady Ćmielów.
13 listopada 1954, po sześciu tygodniach, gromadę Ćmielów zniesiono w związku z nadaniem jej statusu osiedla, przez co Podwójtostwo stało się integralną częścią Ćmielowa, a po nadaniu mu statusu miasta 18 lipca 1962 – częścią miasta.